# Дзета Золотой Рыбы
Дзета Золотой Рыбы (лат. Zeta Doradus, ζ Dor) — звезда в созвездии Золотая Рыба. Находится на расстоянии около 38 световых лет от Солнца.

## Характеристики
ζ Золотой Рыбы A представляет собой звезду главной последовательности спектрального класса F7, она немного крупнее Солнца: её диаметр и масса равны 1,02 и 1,22 солнечной соответственно. Возраст звезды оценивается в 1,3—3,5 миллиарда лет. В 2006 году вокруг ζ Золотой Рыбы A был обнаружен пылевой диск на расстоянии 5 а. е. от звезды. Средний размер частиц в нём составляет 70 мкм, а температура — 158° по Кельвину.
ζ Золотой Рыбы B представляет собой звезду главной последовательности спектрального класса K7V массой 0,53 массы Солнца.
Планетарных объектов в системе ζ Dor по состоянию на 2008 год обнаружено не было.

## Ближайшее окружение звезды
Следующие звёздные системы находятся на расстоянии в пределах 20 световых лет от ζ Золотой Рыбы:
| Звезда          | Спектральный класс | Расстояние, св. лет |
| HIP 23708       | K7 V               | <~1                 |
| BPM 17964       | M2 Ve / ?          | 2,1                 |
| CP-62 780       | M0 V               | 5,9                 |
| HD 40307        | K3 V               | 6,1                 |
| GJ 1068         | ?p                 | 7,2                 |
| HD 27274        | K5 V               | 7,4                 |
| ζ Сетки AB      | G1 V / G2 V        | 9,7                 |
| α Столовой Горы | G5-6 V             | 12                  |
| CP-65 475       | K1 V-IIIp          | 13                  |
| p Эридана AB    | K2-5 V / K0-3 V    | 19                  |

## ζ Золотой Рыбы в популярной культуре
- К этой звезде переместились главные герои комикса Aliens: Defiance после столкновения с ксеноморфами[9].